# Prvenstvo Jugoslavije u velikom rukometu 1949.
Prvenstvo Jugoslavije u velikom rukometu za 1949. godinu je osvojila momčad Zagreba.

## Ljestvica
| poz. | klub.                 | ut. | pob. | rem. | por. | po.g | pr.g | bod |
| ---- | --------------------- | --- | ---- | ---- | ---- | ---- | ---- | --- |
| 1.   | Zagreb                | 6   | 5    | 0    | 1    | 70   | 23   | 10  |
| 2.   | Milicioner Sarajevo   | 6   | 5    | 0    | 1    | 45   | 24   | 10  |
| 3.   | Crvena zvezda Beograd | 6   | 1    | 1    | 4    | 21   | 48   | 3   |
| 4.   | Bosna Sarajevo        | 6   | 0    | 1    | 5    | 23   | 64   | 1   |